# Loreena McKennitt

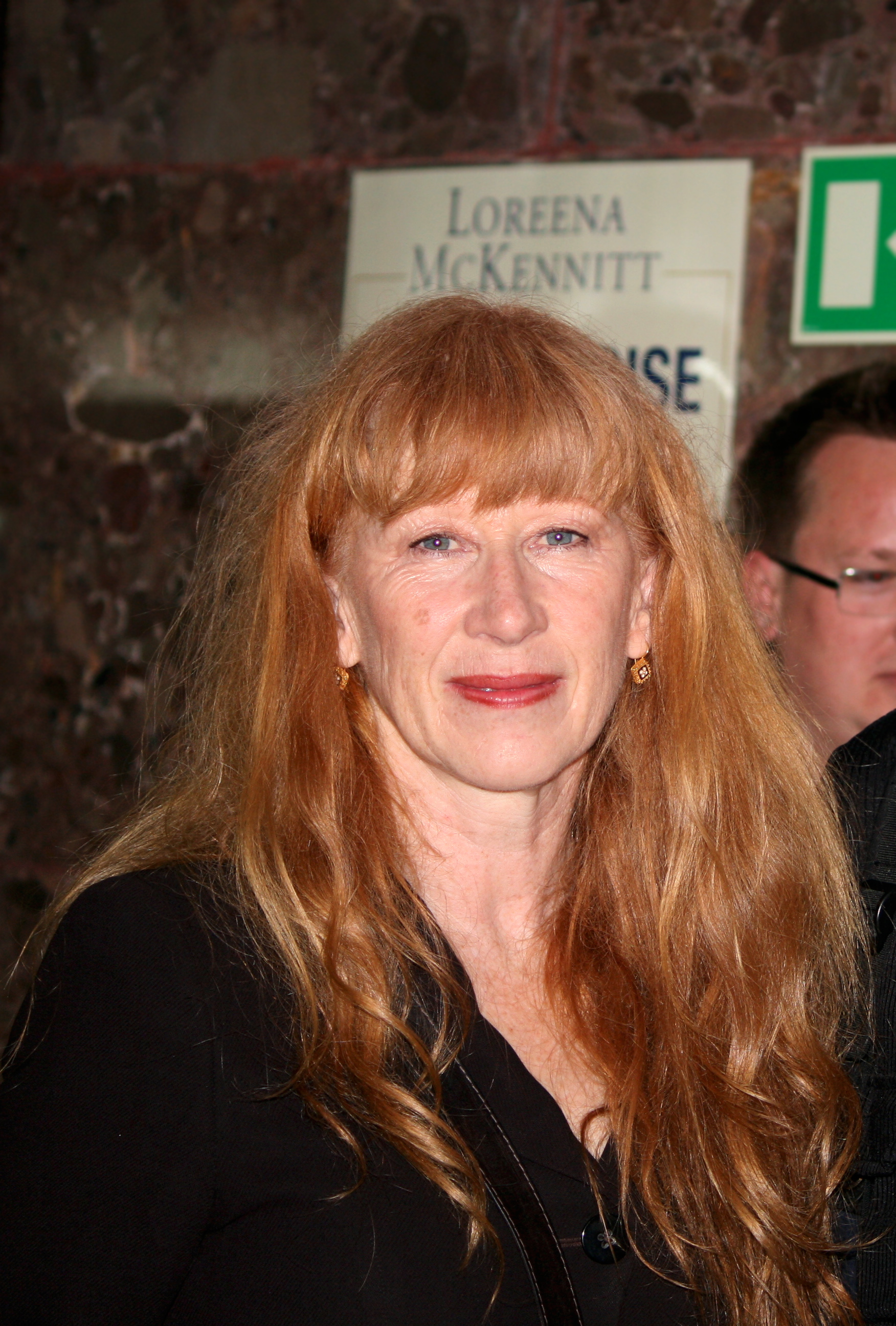
Loreena McKennitt (2012)

Loreena Isabel Irene McKennitt, CM, OM (* 17. Februar 1957 in Morden, Manitoba) ist eine kanadische Musikerin und Komponistin. Seit 1981 lebt sie in Stratford (Ontario).

## Biographie
Loreena McKennitt wurde am 17. Februar 1957 in Morden in der Provinz Manitoba geboren und hat irische und schottische Vorfahren. Ihre Mutter Irene war Krankenschwester und ihr Vater Jack Viehhändler. Loreena wollte als Kind Tierärztin werden. Aber wie sie selbst sagt, kam „nicht sie zur Musik, sondern die Musik zu ihr.“
Loreena zog 1981 nach Stratford (Ontario), wo sie noch immer lebt. Sie veröffentlichte 1985 ihr erstes Album Elemental. Stärkere weltweite Aufmerksamkeit erreichte sie mit den Alben The Visit (1991), The Mask and Mirror (1994) und The Book of Secrets (1997). 1993 trat McKennitt als Vorgruppe zu Mike Oldfields „Tubular Bells II 20. Anniversary Tour“ in Frankfurt/Main auf und promotete dort ihr Album The Visit. Alle Alben werden von ihr selbst produziert und von ihrem eigenen Plattenlabel Quinlan Road veröffentlicht.
Im Jahr 1998 kamen ihr Verlobter Ronald Rees und zwei weitere gute Freunde bei einem Bootsunfall ums Leben. Nach dieser persönlichen Tragödie errichtete Loreena McKennitt noch im selben Jahr die Stiftung Cook-Rees Memorial Fund for Water Search and Safety. Die Einnahmen aus dem Verkauf des Doppelalbums Live in Paris and Toronto flossen in die Stiftung.
Im Juli 2004 wurde ihr von der Generalgouverneurin Adrienne Clarkson die Mitgliedschaft im Order of Canada verliehen, der höchsten zivilen Auszeichnung in Kanada.
Nach längerer Bühnenabstinenz trat Loreena McKennitt am 7. Dezember 2004 im Brüsseler Cirque Royal bei einem Konzert der Yehudi-Menuhin-Stiftung auf. Neben ihren Reisen und der Arbeit an ihren Alben engagiert sie sich als Schauspielerin, Sängerin und Komponistin beim Stratford Festival of Canada, einem renommierten kanadischen Shakespeare-Festival. Im September 2006 gab sie drei Konzerte in der Alhambra von Granada. Die Konzerte wurden vom amerikanischen Fernsehsender Public Broadcasting Service aufgezeichnet und im März 2007 gesendet. Ein Konzertmitschnitt wurde auf DVD veröffentlicht.
Am 17. November 2006 erschien das Album An Ancient Muse. Als Vorbereitung für dieses Album unternahm sie Forschungsreisen in die Türkei, Griechenland sowie China und die Mongolei. Die Konzerte ihrer gleichnamigen Europa-Tournee im Frühjahr 2007 waren vielerorts ausverkauft.
Bei der Eröffnungsfeier der olympischen Winterspiele 2010 in Vancouver hatte sie einen Kurzauftritt im Musikprogramm.
Im November 2010 erschien das Album The Wind That Shakes the Barley, eine Sammlung irischer Folksongs. Dieses Album ist auch der Schwerpunkt der beiden Europa-Tourneen im Frühjahr und Sommer 2012.
Am 29. Oktober 2019 gab McKennitt bekannt, dass sie mit Ende der „Lost Souls“-Tournee ihre musikalische Tätigkeit auf unbestimmte Zeit aussetze, um sich mehr ihrer Familie zu widmen. Sie wolle sich auch für den Kampf gegen den globalen Klimawandel einsetzen. Ferner übte sie Kritik an den Auswirkungen moderner Technik auf Gesellschaften, Familien und Individuen. Besonders die Erosion von Demokratien, die Verbreitung von Fake News und der Verlust der Privatsphäre seien eine Folge des Missbrauchs persönlicher Daten und des Überwachungskapitalismus.

### Prozess McKennitt gegen Ash, 2005–2007
2005 ging McKennitt in Großbritannien gerichtlich gegen ihre ehemalige Mitarbeiterin Niema Ash vor, die ein Buch geschrieben hatte, in dem sie höchstpersönliche Informationen aus McKennitts Privatleben veröffentlichen wollte. McKennitt, die sich in ihren Persönlichkeitsrechten verletzt sah und sich auf Artikel 8 Absatz 1 der Europäischen Menschenrechtskonvention (EMRK) berief, erwirkte ein Veröffentlichungsverbot. Ash wurde zu einer Geldstrafe von 5.000 Pfund Sterling und zum Ersatz eines Teils der Gerichtskosten verurteilt. Das Veröffentlichungsverbot wurde bestätigt. Es waren jedoch bereits etwa 300 Exemplare des Buches in den Handel gelangt. Ash ihrerseits machte ihr Recht auf freie Meinungsäußerung aus Artikel 10 EMRK geltend und schöpfte erfolglos alle Rechtsmittel aus. 2007 wies das britische Oberhaus als letzte Instanz eine Beschwerde Ashs gegen das Urteil ab, das damit rechtskräftig wurde. Das Urteil wurde als richtungsweisend für den Schutz der Privatsphäre prominenter Personen und als bedeutender Präzedenzfall für die Umsetzung von Artikel 8 der Europäischen Menschenrechtskonvention in Großbritannien bezeichnet.

## Musik
Loreena McKennitts Lieder zeichnen sich in den neueren Alben durch mystisch beeinflusste Texte aus, gepaart mit der Musik von traditionellen Instrumenten. Dominierend sind hierbei traditionelle irische bzw. keltische und orientalische Motive. Mit ihrem Album A Midwinter Night’s Dream bekennt sich Loreena McKennitt zu religiösen Wurzeln, indem sie christliche Texte und Hymnen interpretiert. McKennitt verarbeitet in ihrer Musik aber auch traditionelle und klassische Themen. So vertonte sie z. B. Werke wie „The Lady Of Shalott“ von Alfred Tennyson, The dark night of the Soul des Johannes vom Kreuz und „The Highwayman“ von Alfred Noyes sowie mehrere Texte von William Shakespeare.
In ihrer Musik verwendet Loreena McKennitt Stilelemente wie modale Tonarten, quintparallele Stimmführung oder Bordun-Töne sowie typische Rhythmen und Instrumente insbesondere aus dem „celtic folk“: sie erreicht damit eine archaisierende Wirkung. Auf den Alben The Mask and Mirror, The Book of Secrets und An Ancient Muse finden sich verstärkt Einflüsse spanischer und orientalischer Musik (insbesondere des Sufismus). Loreena McKennitt spielt mehrere Instrumente, u. a. auch Klavier, Harfe und Akkordeon.

## Diskografie

### Studioalben
| Jahr | Titel                           | Höchstplatzierung, Gesamtwochen, AuszeichnungChartplatzierungen (Jahr, Titel, Platzierungen, Wochen, Auszeichnungen, Anmerkungen) | Höchstplatzierung, Gesamtwochen, AuszeichnungChartplatzierungen (Jahr, Titel, Platzierungen, Wochen, Auszeichnungen, Anmerkungen) | Höchstplatzierung, Gesamtwochen, AuszeichnungChartplatzierungen (Jahr, Titel, Platzierungen, Wochen, Auszeichnungen, Anmerkungen) | Höchstplatzierung, Gesamtwochen, AuszeichnungChartplatzierungen (Jahr, Titel, Platzierungen, Wochen, Auszeichnungen, Anmerkungen) | Höchstplatzierung, Gesamtwochen, AuszeichnungChartplatzierungen (Jahr, Titel, Platzierungen, Wochen, Auszeichnungen, Anmerkungen) | Anmerkungen                              |
| Jahr | Titel                           | DE | AT | CH | US | CA | Anmerkungen                              |
| ---- | ------------------------------- | --- | --- | --- | --- | --- | ---------------------------------------- |
| 1985 | Elemental                       | — | — | — | — | — |                                          |
| 1987 | To Drive the Cold Winter Away   | — | — | — | — | — |                                          |
| 1989 | Parallel Dreams                 | — | — | — | — | — |                                          |
| 1991 | The Visit                       | — | — | — | US— GoldUS | CA— ×4VierfachplatinCA | Erstveröffentlichung: 1. November 1991   |
| 1994 | The Mask and Mirror             | DE18 (14 Wo.)DE | — | — | US143 Gold · (11 Wo.)US | CA— ×3DreifachplatinCA | Erstveröffentlichung: 15. März 1994      |
| 1997 | The Book of Secrets             | DE7 Gold · (35 Wo.)DE | — | CH30 (5 Wo.)CH | US17 ×2Doppelplatin · (61 Wo.)US                                                                                                  | CA3 ×4Vierfachplatin · (8 Wo.)CA                                                                                                  | Erstveröffentlichung: 30. September 1997 |
| 2006 | An Ancient Muse                 | DE15 (13 Wo.)DE | AT59 (3 Wo.)AT | CH45 (7 Wo.)CH | US83 (13 Wo.)US | CA9 Platin · (3 Wo.)CA | Erstveröffentlichung: 21. November 2006  |
| 2008 | A Midwinter Night’s Dream       | DE27 (12 Wo.)DE | AT75 (1 Wo.)AT | CH63 (4 Wo.)CH | US140 (6 Wo.)US | CA12 (4 Wo.)CA | Erstveröffentlichung: 28. Oktober 2008   |
| 2010 | The Wind That Shakes the Barley | DE28 (8 Wo.)DE | AT30 (3 Wo.)AT | CH43 (5 Wo.)CH | US141 (1 Wo.)US | CA13 (2 Wo.)CA | Erstveröffentlichung: 12. November 2010  |
| 2018 | Lost Souls                      | DE5 (11 Wo.)DE | AT13 (3 Wo.)AT | CH11 (6 Wo.)CH | US164 (1 Wo.)US | CA14 (2 Wo.)CA | Erstveröffentlichung: 11. Mai 2018       |

### Weitere Alben
| Jahr | Titel                              | Höchstplatzierung, Gesamtwochen, AuszeichnungChartplatzierungen (Jahr, Titel, Platzierungen, Wochen, Auszeichnungen, Anmerkungen) | Höchstplatzierung, Gesamtwochen, AuszeichnungChartplatzierungen (Jahr, Titel, Platzierungen, Wochen, Auszeichnungen, Anmerkungen) | Höchstplatzierung, Gesamtwochen, AuszeichnungChartplatzierungen (Jahr, Titel, Platzierungen, Wochen, Auszeichnungen, Anmerkungen) | Höchstplatzierung, Gesamtwochen, AuszeichnungChartplatzierungen (Jahr, Titel, Platzierungen, Wochen, Auszeichnungen, Anmerkungen) | Höchstplatzierung, Gesamtwochen, AuszeichnungChartplatzierungen (Jahr, Titel, Platzierungen, Wochen, Auszeichnungen, Anmerkungen) | Anmerkungen                                          |
| Jahr | Titel                              | DE | AT | CH | US | CA | Anmerkungen                                          |
| ---- | ---------------------------------- | --- | --- | --- | --- | --- | ---------------------------------------------------- |
| 1999 | Live in Paris and Toronto          | DE65 (3 Wo.)DE | — | — | — | — | Erstveröffentlichung: 22. September 1999 Livealbum   |
| 2007 | Nights from the Alhambra           | DE11 Platin · (18 Wo.)DE | AT44 (3 Wo.)AT | CH63 (4 Wo.)CH | US190 (1 Wo.)US | — | Erstveröffentlichung: 21. August 2007 Livealbum      |
| 2008 | The Journey Begins                 | DE100 (2 Wo.)DE | — | — | — | — | Erstveröffentlichung: 20. Juni 2008 Kompilation      |
| 2009 | A Mediterranean Odyssey            | DE—DE | — | — | — | CA11 (1 Wo.)CA | Erstveröffentlichung: 20. Oktober 2009 Livealbum     |
| 2012 | Troubadours On the Rhine           | DE32 (2 Wo.)DE | — | CH61 (1 Wo.)CH | — | CA14 (2 Wo.)CA | Erstveröffentlichung: 2. März 2012 Livealbum         |
| 2014 | The Journey So Far – The Best of   | DE20 (3 Wo.)DE | AT58 (1 Wo.)AT | CH48 (2 Wo.)CH | — | CA13 (2 Wo.)CA | Erstveröffentlichung: 3. März 2014 Kompilation       |
| 2019 | Live at the Royal Albert Hall      | DE76 (2 Wo.)DE | — | — | — | — | Erstveröffentlichung: 1. November 2019 Livealbum     |
| 2021 | The Visit – The Definitive Edition | DE30 (1 Wo.)DE | — | — | — | — | Erstveröffentlichung: 24. September 2021 Kompilation |
| 2022 | Under a Winter’s Moon              | DE41 (1 Wo.)DE | — | CH65 (1 Wo.)CH | — | — | Erstveröffentlichung: 18. November 2022 Livealbum    |
| 2024 | The Road Back Home                 | DE9 (1 Wo.)DE | AT33 (1 Wo.)AT | CH29 (1 Wo.)CH | — | — | Erstveröffentlichung: 8. März 2024 Livealbum         |

Weitere Veröffentlichungen
- 1995: A Winter Garden: Five Songs for the Season (EP, CA: Gold)
- 1995: Live in San Francisco at the Palace of Fine Arts
- 2004: No Journey’s End
- 2008: A Moveable Musical Feast
- 2009: The Olive and The Cedar
- 2009: A Mummers' Dance Through Ireland

### Singles
| Jahr | Titel Album                            | Höchstplatzierung, Gesamtwochen, AuszeichnungChartsChartplatzierungen (Jahr, Titel, Album, Platzierungen, Wochen, Auszeichnungen, Anmerkungen) | Anmerkungen                          |
| Jahr | Titel Album                            | US | Anmerkungen                          |
| ---- | -------------------------------------- | --- | ------------------------------------ |
| 1997 | The Mummers’ Dance The Book of Secrets | US18 (20 Wo.)US | Erstveröffentlichung: September 1997 |

Weitere Veröffentlichungen
- 1994: The Bonny Swans
- 1995: Live in San Francisco (EP)
- 1997: Words and Music (EP)
- 1997: Marco Polo
- 2017: Breaking of the Sword

## Auszeichnungen für Musikverkäufe
| Goldene Schallplatte - Argentinien - 1994: für das Album The Mask and Mirror - 1997: für das Album The Book of Secrets - Australien - 1997: für das Album The Visit - 1998: für das Album The Book of Secrets - 2008: für das Album Nights from the Alhambra - Brasilien - 1997: für das Album The Visit - Dänemark - 2007: für das Album The Book of Secrets - Frankreich - 1998: für das Album The Book of Secrets - 2001: für das Album The Mask and Mirror - Griechenland - 2004: für das Album The Book of Secrets - Spanien - 1994: für das Album The Mask and Mirror - 1997: für das Album The Book of Secrets - 1999: für das Album The Visit | Platin-Schallplatte - Australien - 2007: für das Album The Mask and Mirror |

Anmerkung: Auszeichnungen in Ländern aus den Charttabellen bzw. Chartboxen sind in ebendiesen zu finden.
| Land/RegionAuszeichnungen für Musikverkäufe (Land/Region, Auszeichnungen, Verkäufe, Quellen) | Gold       | Platin       | Verkäufe  | Quellen                 |
| -------------------------------------------------------------------------------------------- | ---------- | ------------ | --------- | ----------------------- |
| Argentinien (CAPIF)                                                                          | 2× Gold2   | —            | 60.000    | capif.org.ar            |
| Australien (ARIA)                                                                            | 3× Gold3   | Platin1      | 175.000   | aria.com.au             |
| Brasilien (PMB)                                                                              | Gold1      | —            | 100.000   | pro-musicabr.org.br     |
| Dänemark (IFPI)                                                                              | Gold1      | —            | 15.000    | Einzelnachweise         |
| Deutschland (BVMI)                                                                           | Gold1      | Platin1      | 450.000   | musikindustrie.de       |
| Frankreich (SNEP)                                                                            | 2× Gold2   | —            | 200.000   | snepmusique.com         |
| Griechenland (IFPI)                                                                          | Gold1      | —            | 10.000    | ifpi.gr                 |
| Kanada (MC)                                                                                  | Gold1      | 12× Platin12 | 1.250.000 | musiccanada.com         |
| Spanien (Promusicae)                                                                         | 3× Gold3   | —            | 150.000   | elportaldemusica.es ES2 |
| Vereinigte Staaten (RIAA)                                                                    | 2× Gold2   | 2× Platin2   | 3.000.000 | riaa.com                |
| Insgesamt                                                                                    | 17× Gold17 | 16× Platin16 |           |                         |

## Auszeichnungen
- 1992: Juno Award Best Roots/Traditional Album für The Visit
- 1994: Juno Award Best Roots/Traditional Album für The Mask And Mirror
- 1997: Billboard International Achievement Award
- 2002: Ehrendoktorwürde der Wilfrid Laurier University
- 2003: Order of Manitoba
- 2004: Member of the Order of Canada
- 2005: Ehrendoktorwürde der University of Manitoba[9]
- 2005: Ernennung zur Hans-Christian-Andersen-2005-Botschafterin
- 2005: Ehrendoktorwürde der Rechtswissenschaften der Queen’s University (Kingston)[10]
- 2006: Ernennung zum Ehrenoberst (Honorary Colonel) der 435 Transport and Rescue Squadron der RCAF[11]
- 2008: Nominierung für einen Grammy für das Album "An Ancient Muse" in der Kategorie „Bestes zeitgenössisches Weltmusikalbum“
- 2008: Folk Alliance Award für das Album "An Ancient Muse" in der Kategorie "World Music Album des Jahres"[12]
- 2012: Die Volkssternwarte in Drebach (Erzgebirge) nennt den am 16. September 2004 entdeckten Planetoiden 2004 SE20 nach Loreena McKennitt. Er trägt jetzt die offizielle Bezeichnung (157301) Loreena.
- 2013: Nominierung für einen Grammy für das Album "Troubadours on the Rhine" in der Kategorie New Age